# バシリスク亜科
バシリスク亜科（Corytophaninae）は、爬虫綱有鱗目トカゲ亜目イグアナ科に属する亜科の1つ。独自のバシリスク科とする説が現在は主流である。

## 分布
エクアドル、エルサルバドル、グアテマラ、コスタリカ、コロンビア、パナマ、ベリーズ、ホンジュラス、メキシコに自然分布。ノギハラバシリスクがアメリカ合衆国（フロリダ州）に移入。

## 形態
四肢や尾は長く樹上生活に適した形態を持つ。種によって異なるが後頭部や背面、尾にトサカや帆（クレスト）を持つ。幼体ではクレストは発達せず、成長につれ発達する。
バシリスク属には指の間に襞があり、これを広げることで本属の特徴的な行動である水上走行に大きな役割を果たしている。
体色は鮮やかな緑色と褐色の種に分かれ前者ではグリーンバシリスク、ナミカンムリトカゲ、後者ではグリーンバシリスクを除いたバシリスク属、ヘルメットイグアナ属があげられる。しかしスベヒタイヘルメットイグアナは体色の個体変異が大きくまた変色能力を持つため、鮮やかとは言わないまでも緑色の個体もいる。

## 生態
熱帯雨林に生息する。バシリスク属は水上に張り出した木の上にいることが多い。ヘルメットイグアナ属やカンムリトカゲ属はほぼ完全な樹上棲で地上に降りることは稀。
食性はバシリスク属は肉食性の強い雑食性で昆虫類、小型爬虫類、小型の鳥類、小型哺乳類、果実等を食べる。他の2属は肉食性。繁殖形態は卵生。

## 分類
分類・和名は中井(2024)を参考。
- バシリスク属 Basiliscus
  - Basiliscus basiliscu ブラウンバシリスク (チャイロバシリスク) Common basilisk
  - Basiliscus galeritus ギザギザバシリスク (セイブバシリスク)
  - Basiliscus plumifrons グリーンバシリスク Plumed basilisk
  - Basiliscus vittatus ノギハラバシリスク Brown basilisk
- ヘルメットイグアナ属 Corytophanes
  - Corytophanes cristatus スベヒタイヘルメットイグアナ
  - Corytophanes hernandezi トギレヘルメットイグアナ
  - Corytophanes percarinatus ギザギザヘルメットイグアナ
- カンムリトカゲ属 Laemanctus
  - Laemanctus julioi ワキオビカンムリトカゲ
  - Laemanctus longipes ナミカンムリトカゲ Conehead iguana
  - Laemanctus serratus ノコヘリカンムリトカゲ
  - Laemanctus waltersi ウォルタースカンムリトカゲ

## 人間との関係
ペット用として輸入されることがある。主に流通するのはバシリスク属のグリーンバシリスクかノギワラバシリスクで、少ないながらスベヒタイヘルメットイグアナとナミカンムリトカゲが流通する。残りの種の流通は稀。